# Mathias Gravem
Karl Mathias Gravem, född 15 mars 1976 i Katrineholm, är en svensk fotbollsforward med meriter från bland annat IFK Norrköping, Gais, Ljungskile SK och Qviding FIF. För närvarande är han spelande assisterande tränare i Malmköpings IF i division 4.

## Uppväxt
Gravem föddes i Katrineholm med en norsk far och en svensk mor. När han var två år gammal flyttade familjen till Norge, där de stannade till dess att Gravem var tretton år. Han har norskt medborgarskap. Gravems moderklubb är Värmbols FC från Katrineholm.

## Karriär
Under 1990-talet spelade han för BK Forward i division 1 norra, innan Ljungskile SK värvade honom sedan de gått upp i allsvenskan 1997. Något senare flyttade han till IFK Norrköping, där han spelade ett sjuttiotal matcher i allsvenskan. Han spelade nio matcher för IFK Norrköping i allsvenskan 2001, men lånades hösten 2001 ut till Gais.
I Gais blev han snabbt populär och fick smeknamnet "Messias". Han vann Gais interna skytteliga både 2002 (20 mål) och 2003 (18 mål), då klubben låg i Division 2 Västra Götaland, och utsågs 2002 till årets "Hedersmakrill". När klubben 2003 inte hade råd att lösa hans gamla kontrakt med Norrköping samlade föreningens supportrar efter vädjanden från klubben på kort tid in 225 000 kronor till detta ändamål.
När Gais till säsongen 2006 gick upp i allsvenskan fick Gravem svårt att ta en ordinarie plats i startelvan, och han lånades i juli 2006 ut till Qviding FIF i Superettan. Qviding åkte ur Superettan det året, och Gravem skrev på för Ljungskile SK. Efter en säsong i Ljungskile gick han åter till Qviding, där han stannade i två år. Han skrev 2010 på med division 4-klubben Flens Södra IF.

## Minnesvärda matcher
I Gravems första tävlingsmatch för Gais, borta på Malmö IP mot IFK Malmö i Superettan 2001 den 14 augusti 2001, gjorde han fyra mål, i den andra, 17:e, 79:e och 84:e minuten. Gais vann matchen med 5-0. Noterbart är att detta även var Ville Viljanens debutmatch i Gais, och att Viljanen gjorde det femte målet.
Den 11 oktober 2003 mötte Gais Torslanda IK på Rambergsvallen, i sista omgången i sin andra säsong i division två. Gais ledde före matchen serien på samma poäng som Ljungskile, men var pressat att vinna för att säkra serieseger och kval till Superettan. Gravem var skadad, men byttes in med omkring tio minuter kvar, vid ställningen 1-0 till Gais. Kort därefter punkterade han matchen med sitt 2-0-mål, framspelad av Stefan Vennberg. Direkt efter målet byttes Gravem ut igen, något som kom att bli känt som "Gravems hockeybyte". Gais vann senare kvalet till Superettan 2004 mot Mjällby AIF efter bland annat ett mål av Gravem.